# Nekrolog 1. Quartal 1904
Nekrolog
◄◄
| ◄
| 1900
| 1901
| 1902
| 1903
| 1904 | 1905 | 1906 | 1907 | 1908 | ► | ►►
1. Quartal |
2. Quartal |
3. Quartal |
4. Quartal 1904
Weitere Ereignisse | Allgemeiner Nekrolog 1904
Die Beschreibung der verstorbenen Person sollte so kurz wie möglich gehalten sein und nur deren signifikante Tätigkeit(en) enthalten.
Neue Namen ggf. auch unter dem Geburts- und Sterbedatum, also etwa unter 1. Januar und im Geburts- und Sterbejahr (2024) eintragen (nur bei entsprechender großer Wichtigkeit). Für Beispiele siehe die schon vorhandenen Artikel.
Außerdem über die fünf zuletzt Verstorbenen, zu denen es einen ausreichend guten Artikel für eine Präsentation auf der Hauptseite gibt, nach der todesbedingten Überarbeitung der Artikel ggf. auch unter Wikipedia Diskussion:Hauptseite informieren und sie am besten auch in den anderen Wikipedia-Sprachversionen eintragen. Tipp: Regelmäßig bei news.google.de nach „ist tot“, „gestorben“ oder „verstorben“ suchen.
Wenn eine Person gestorben ist, gibt es viele Seiten zu dieser Person in der Wikipedia, die davon auch betroffen sind und entsprechend aktualisiert werden müssen. Beispiele: Namenübersichtsseite, Geburtsjahr, Geburtsort-Seiten und viele mehr.
Wie finde ich die betroffenen Seiten?
Im Suchfeld auf der linken Seite gibt man den Suchbegriff so ein: „Vorname Nachname“. Dann klickt man auf Volltext und alle Seiten mit entsprechendem Suchtext werden aufgerufen. Hier sieht man dann schnell, wo auch das Todesjahr Sinn macht oder sogar ein Teil des Artikels angepasst werden muss. Auch hilft das „Werkzeug“ auf der linken Seite sehr gut, um solche Seiten aufzufinden: „Links auf diese Seite“. Somit ist die Wikipedia wieder aktuell in allen Bereichen! Hinweis: bei Eintragung der Kategorie „Gestorben JAHR“ wird der Missbrauchsfilter 49 ausgelöst, was jedoch nicht schlimm ist. Siehe: Spezial:Missbrauchsfilter/49
Dies ist eine Liste von im ersten Quartal 1904 verstorbenen bekannten Persönlichkeiten. Die Einträge erfolgen innerhalb der einzelnen Daten alphabetisch sortiert. Tiere sind im Nekrolog für Tiere zu finden.

## Januar
| Tag        | Name                                                 | Beruf, bekannt als                                                                          | Alter | Beleg |
| ---------- | ---------------------------------------------------- | ------------------------------------------------------------------------------------------- | ----- | ----- |
| 1. Januar  | James J. Belden                                      | US-amerikanischer Politiker                                                                 | 78    |       |
| 1. Januar  | Konoe Atsumaro                                       | japanischer Politiker der Meiji-Zeit                                                        | 40    |       |
| 1. Januar  | Frederick Pabst                                      | deutscher Unternehmer und Präsident der Pabst Brewing Company                               | 67    |       |
| 1. Januar  | John C. Sherwin                                      | US-amerikanischer Politiker                                                                 | 65    |       |
| 2. Januar  | Salomon Blumenau                                     | preußischer Pädagoge und Prediger des Reformjudentums                                       | 78    |       |
| 2. Januar  | Mathilde Bonaparte                                   | französische Salonniere und Malerin, Tochter von Jérôme Bonaparte                           | 83    |       |
| 2. Januar  | Ferdinand Bonaventura Kinsky von Wchinitz und Tettau | böhmischer Adliger                                                                          | 69    |       |
| 2. Januar  | James Longstreet                                     | General des konföderierten Heeres                                                           | 82    |       |
| 3. Januar  | Otto Karlowa                                         | deutscher Rechtswissenschaftler und Romanist                                                | 67    |       |
| 3. Januar  | Larin Paraske                                        | finnische Runensängerin                                                                     | 69    |       |
| 4. Januar  | Mitrofan Petrowitsch Beljajew                        | russischer Musikverleger und Mäzen                                                          | 67    |       |
| 4. Januar  | Friedrich Jolly                                      | deutscher Psychiater                                                                        | 59    |       |
| 5. Januar  | Georg Arnold Behn                                    | deutscher Kaufmann und Senator der Hansestadt Lübeck                                        | 57    |       |
| 5. Januar  | Felix Philipp Kanitz                                 | österreichischer Naturforscher, Archäologe und Völkerkundler                                | 74    |       |
| 5. Januar  | George Francis Train                                 | US-amerikanischer Kaufmann, Schriftsteller, Autor und exzentrischer Reisender               | 74    |       |
| 5. Januar  | Karl Alfred von Zittel                               | deutscher Geologe und Paläontologe                                                          | 64    |       |
| 6. Januar  | Hubert Van Neuss                                     | belgischer Finanzbeamter                                                                    | 64    |       |
| 6. Januar  | Hugo von Plessen                                     | deutscher Verwaltungsbeamter                                                                | 85    |       |
| 7. Januar  | Friedrich von Hefner-Alteneck                        | deutscher Konstrukteur und Elektrotechniker                                                 | 58    |       |
| 7. Januar  | Marie Kreuzer                                        | österreichische Opernsängerin (Sopran)                                                      | 64    |       |
| 7. Januar  | Emmanouil Roidis                                     | griechischer Schriftsteller                                                                 | 67    |       |
| 7. Januar  | Andreas Schmalbauch                                  | Unternehmer                                                                                 | 52    |       |
| 7. Januar  | Edmund Spieß von Büllesheim                          | preußischer Abgeordneter                                                                    | 83    |       |
| 9. Januar  | Charles Foster                                       | US-amerikanischer Politiker                                                                 | 75    |       |
| 9. Januar  | John Brown Gordon                                    | US-amerikanischer General, Senator und Gouverneur von Georgia                               | 71    |       |
| 9. Januar  | Konrad Grob                                          | Schweizer Lithograf und Maler                                                               | 75    |       |
| 9. Januar  | William W. Skiles                                    | US-amerikanischer Politiker                                                                 | 54    |       |
| 9. Januar  | Thomas E. Stewart                                    | US-amerikanischer Politiker                                                                 | 79    |       |
| 9. Januar  | Francis Wayland                                      | US-amerikanischer Politiker                                                                 | 77    |       |
| 10. Januar | Alfred Agster                                        | deutscher Apotheker und Politiker, MdR                                                      | 45    |       |
| 10. Januar | Christian August Friedrich Garcke                    | deutscher Botaniker                                                                         | 84    |       |
| 10. Januar | Jean-Léon Gérôme                                     | französischer Historienmaler                                                                | 79    |       |
| 10. Januar | Gangolf von Kieseritzky                              | baltendeutscher Klassischer Archäologe                                                      | 56    |       |
| 10. Januar | Johann Matthias Watterich                            | deutscher römisch-katholischer Theologe und Historiker                                      | 77    |       |
| 11. Januar | John Young Brown                                     | US-amerikanischer Politiker                                                                 | 68    |       |
| 11. Januar | Herman Lehlbach                                      | US-amerikanischer Politiker deutscher Herkunft                                              | 58    |       |
| 11. Januar | Mary Ellen Pleasant                                  | US-amerikanische Bürgerrechtlerin und Unternehmerin                                         | 89    |       |
| 11. Januar | Carl Reichenbecher                                   | deutscher Baumeister, Architekt und Baurat in Weimar                                        | 51    |       |
| 12. Januar | Peter Dettweiler                                     | deutscher Lungenfacharzt und der Begründer des Sanatoriumswesens in Deutschland             | 66    |       |
| 12. Januar | Wilhelm von Edelsheim                                | Landdechant und Abgeordneter                                                                | 79    |       |
| 12. Januar | Thomas M. Gunter                                     | US-amerikanischer Politiker                                                                 | 77    |       |
| 12. Januar | Reinhold Johow                                       | deutscher Jurist                                                                            | 80    |       |
| 13. Januar | Julius Bertuch                                       | deutscher Architekt und Stadtbaumeister der Stadt Gotha                                     | 65    |       |
| 13. Januar | Arthur Gehlert                                       | deutscher Politiker, MdR                                                                    | 70    |       |
| 13. Januar | Edward Capehart O’Kelley                             | irisch-amerikanischer Outlaw                                                                | 45    |       |
| 13. Januar | Wilhelm Pockels                                      | deutscher Politiker, Oberbürgermeister der Stadt Braunschweig (1879–1904)                   | 71    |       |
| 14. Januar | Otto von Oehlschläger                                | deutscher Jurist, Präsident des Reichsgerichts                                              | 72    |       |
| 14. Januar | Wilhelm Schröter                                     | deutscher Landschaftsmaler                                                                  | 54    |       |
| 14. Januar | Adolf von Schübler                                   | deutscher Eisenbahnbauingenieur                                                             | 74    |       |
| 14. Januar | Josef Seegen                                         | österreichischer Balneologe und Physiologe                                                  | 81    |       |
| 15. Januar | Ferdinand Ascherson                                  | deutscher Klassischer Philologe und Bibliothekar                                            | 71    |       |
| 15. Januar | Asa S. Bushnell                                      | US-amerikanischer Politiker                                                                 | 69    |       |
| 15. Januar | Eduard Lassen                                        | Komponist                                                                                   | 73    |       |
| 16. Januar | Lyman E. Barnes                                      | US-amerikanischer Politiker                                                                 | 48    |       |
| 16. Januar | Jules Beck                                           | Schweizer Hochgebirgsfotograf                                                               | 78    |       |
| 16. Januar | Pjotr Antonowitsch Boreischa                         | russischer Verkehrsingenieur und Unternehmer                                                |       |       |
| 16. Januar | Leopold Wilhelmi                                     | deutscher Verwaltungsjurist und Statistiker                                                 | 50    |       |
| 17. Januar | Henry Keppel                                         | britischer Admiral                                                                          | 94    |       |
| 17. Januar | Georgi Stranski                                      | bulgarischer Revolutionär, Politiker                                                        | 56    |       |
| 18. Januar | Gottfried Edmund Frieß                               | österreichischer Benediktiner, Historiker und Lehrer                                        | 67    |       |
| 18. Januar | Carl von Huzel                                       | württembergischer Oberamtmann und Regierungspräsident                                       | 62    |       |
| 20. Januar | Heinrich vom Ende                                    | deutscher Musikverleger                                                                     | 45    |       |
| 20. Januar | Hermann Eduard von Holst                             | deutscher Historiker                                                                        | 62    |       |
| 20. Januar | Ferdinand Mannlicher                                 | österreichischer Erfinder und Konstrukteur eines Waffensystems (Repetierer mit Paketladung) | 55    |       |
| 21. Januar | Filippo Bonzanigo                                    | Schweizer Anwalt und Politiker                                                              | 64    |       |
| 21. Januar | Albert von Maybach                                   | deutscher Jurist, Politiker und Eisenbahnkoordinator                                        | 81    |       |
| 21. Januar | James F. Stewart                                     | US-amerikanischer Politiker                                                                 | 52    |       |
| 22. Januar | George Salmon                                        | irischer Mathematiker und Theologe                                                          | 84    |       |
| 22. Januar | Laura Vicuña                                         | Selige der Salesianischen Familie                                                           | 12    |       |
| 22. Januar | Gebhard Wölfle                                       | österreichischer Schriftsteller                                                             | 55    |       |
| 23. Januar | Karl Wilhelm Nessler                                 | deutscher Geistlicher und Politiker (DFP), MdR                                              | 73    |       |
| 23. Januar | Rudolf Sulzbach                                      | deutscher Bankier und Mäzen                                                                 | 76    |       |
| 24. Januar | Georg Ehni                                           | deutscher Kaufmann und Politiker, MdR                                                       | 75    |       |
| 24. Januar | Friedrich I.                                         | Herzog von Anhalt, preußischer General der Infanterie                                       | 72    |       |
| 24. Januar | Albert Hollenbach                                    | deutscher Orgelbauer                                                                        | 53    |       |
| 24. Januar | Curt von Knobelsdorff                                | deutscher Offizier, Pionier des Blauen Kreuzes                                              | 64    |       |
| 24. Januar | Johann Traugott Mutschink                            | sorbischer Volksschriftsteller                                                              | 82    |       |
| 26. Januar | Émile Deschanel                                      | französischer Schriftsteller und Politiker                                                  | 84    |       |
| 26. Januar | Berthold Suhle                                       | deutscher Altphilologe und Schachspieler                                                    | 67    |       |
| 26. Januar | Julius Wulff                                         | deutscher Revolutionär und Vorsitzender in der frühen Arbeiterbewegung                      | 82    |       |
| 27. Januar | Stephen Wright Kellogg                               | US-amerikanischer Politiker                                                                 | 81    |       |
| 27. Januar | Heinrich Otto Lehmann                                | deutscher Rechtswissenschaftler, Rechtshistoriker und Hochschullehrer                       | 51    |       |
| 27. Januar | Robert Lowry                                         | US-amerikanischer Politiker                                                                 | 79    |       |
| 27. Januar | Adam Siepen                                          | deutscher fußmalender Kunstmaler                                                            | 52    |       |
| 28. Januar | Emil Fieser                                          | deutscher Jurist und Politiker (NLP), MdR                                                   | 68    |       |
| 28. Januar | Karl Emil Franzos                                    | österreichischer Schriftsteller und Publizist                                               | 55    |       |
| 28. Januar | Asta Heiberg                                         | deutsche Schriftstellerin                                                                   | 86    |       |
| 28. Januar | Gustav Richter                                       | deutscher Altphilologe, Historiker und Pädagoge                                             | 65    |       |
| 28. Januar | Henry Thynne                                         | britischer Politiker                                                                        | 71    |       |
| 28. Januar | Elzear Torreggiani OFMCap                            | römisch-katholischer Ordensgeistlicher und Bischof von Armidale                             | 73    |       |
| 29. Januar | Louis-Paul Betz                                      | deutscher Literaturwissenschaftler                                                          | 42    |       |
| 29. Januar | Anders Gustaf Koskull                                | schwedischer Genre- und Tiermaler                                                           | 82    |       |
| 30. Januar | Édouard Corroyer                                     | französischer Architekt                                                                     | 68    |       |
| 30. Januar | Jakob Finger                                         | Ministerpräsident im Großherzogtum Hessen                                                   | 79    |       |
| 31. Januar | Otto Hesse                                           | preußischer Landrat                                                                         |       |       |
| 31. Januar | Josef Hoffmann                                       | österreichischer Maler und Bühnenbildner                                                    | 72    |       |
| 31. Januar | Franz Weber                                          | deutscher Brauereibesitzer und Politiker (Zentrum), MdR                                     | 68    |       |

## Februar
| Tag         | Name                                | Beruf, bekannt als                                                                         | Alter | Beleg |
| ----------- | ----------------------------------- | ------------------------------------------------------------------------------------------ | ----- | ----- |
| 1. Februar  | Curtis Coe Bean                     | US-amerikanischer Politiker                                                                | 76    |       |
| 1. Februar  | Mariano S. Otero                    | US-amerikanischer Politiker                                                                | 59    |       |
| 2. Februar  | Edward Braddon                      | australischer Politiker                                                                    | 74    |       |
| 2. Februar  | William Collins Whitney             | US-amerikanischer Politiker                                                                | 62    |       |
| 3. Februar  | Marie Firmin Bocourt                | französischer Zoologe und Künstler                                                         | 84    |       |
| 3. Februar  | Alexis L’Hotte                      | französischer General, Meister der Pferdedressur                                           | 78    |       |
| 3. Februar  | John James McDannold                | US-amerikanischer Politiker                                                                | 52    |       |
| 4. Februar  | William D. Bishop                   | US-amerikanischer Politiker                                                                | 76    |       |
| 4. Februar  | Gaspard Gsell                       | schweizerisch-französischer Glasmaler                                                      | 89    |       |
| 4. Februar  | Walter Hill                         | australischer Botaniker                                                                    | 83    |       |
| 5. Februar  | Émile Duclaux                       | französischer Mikrobiologe und Chemiker                                                    | 63    |       |
| 5. Februar  | Thomas Wren                         | US-amerikanischer Politiker                                                                | 78    |       |
| 6. Februar  | Heinrich Ludwig von Baur            | württembergischer Oberamtmann                                                              | 87    |       |
| 6. Februar  | Julius von Horst                    | österreichischer Generalmajor und Staatsmann                                               | 73    |       |
| 7. Februar  | Emil Rosenow                        | deutscher Schriftsteller, Redakteur und Politiker (SPD), MdR                               | 32    |       |
| 7. Februar  | Thomas F. Tipton                    | US-amerikanischer Politiker                                                                | 70    |       |
| 8. Februar  | Amalia Ferraris                     | italienische Tänzerin                                                                      |       |       |
| 8. Februar  | Ernst Meister                       | deutscher Historien-, Genre-, Porträt- und Tiermaler der Düsseldorfer Schule               | 71    |       |
| 10. Februar | Gottfried Hendrik Mann              | niederländischer Komponist, Dirigent und Pianist                                           | 45    |       |
| 10. Februar | Josiah Patterson                    | US-amerikanischer Politiker                                                                | 66    |       |
| 10. Februar | John A. Roche                       | US-amerikanischer Politiker                                                                | 59    |       |
| 11. Februar | Wladimir Wassiljewitsch Markownikow | russischer Chemiker                                                                        | 66    |       |
| 11. Februar | Élie Reclus                         | französischer Ethnologe und Anarchist                                                      | 76    |       |
| 12. Februar | Heinrich von Knapp                  | deutscher Seifenfabrikant und Mitglied des Preußischen Abgeordnetenhauses                  | 76    |       |
| 12. Februar | Antonio Labriola                    | italienischer Philosoph, Professor der theoretischen Philosophie an der Universität in Rom | 60    |       |
| 12. Februar | Rudolf Maison                       | deutscher Bildhauer                                                                        | 49    |       |
| 12. Februar | Carl Gustav Odermann                | deutscher Pädagoge, Handelsschullehrer und Autor                                           | 88    |       |
| 13. Februar | Wilhelm Schell                      | deutscher Mathematiker                                                                     | 77    |       |
| 14. Februar | Charles Emerson Beecher             | US-amerikanischer Paläontologe                                                             | 47    |       |
| 14. Februar | Magnus Blix                         | schwedischer Physiologe und Professor an der Universität Lund                              | 54    |       |
| 15. Februar | Emil Dierzer von Traunthal          | österreichischer Unternehmer und Politiker                                                 | 59    |       |
| 15. Februar | Ludwig Gedlek                       | polnischer Maler, in Wien tätig                                                            | 56    |       |
| 15. Februar | Mark Hanna                          | US-amerikanischer Industrieller und Politiker (Republikanische Partei)                     | 66    |       |
| 15. Februar | Józef Huss                          | polnischer Architekt                                                                       | 57    |       |
| 15. Februar | Franz Joly                          | deutscher Ingenieur                                                                        | 51    |       |
| 15. Februar | Ernst Petzholtz                     | Hofbaumeister und Hofmaurermeister                                                         | 64    |       |
| 15. Februar | Chananja Jom Tow Lipa Teitelbaum    | chassidischer Oberrabbiner von Sziget (1883–1904)                                          | 65    |       |
| 16. Februar | Adolph Lehmann                      | österreichischer Journalist                                                                | 75    |       |
| 17. Februar | Hermann Emminghaus                  | deutscher Psychiater und Universitätsprofessor                                             | 58    |       |
| 17. Februar | José Frappa                         | französischer Maler                                                                        | 49    |       |
| 17. Februar | Rudolf Hanncke                      | deutscher Gymnasiallehrer, Historiker und Geograf                                          | 59    |       |
| 17. Februar | Wilhelm von Winterfeld              | preußischer Generalleutnant                                                                | 84    |       |
| 18. Februar | Emanuel Aguilar                     | englischer Pianist, Musikpädagoge und Komponist spanisch-sephardischer Herkunft            | 79    |       |
| 18. Februar | Wilhelm Blum                        | deutscher Politiker, MdR                                                                   | 72    |       |
| 18. Februar | Benedikt Zenetti                    | Benediktinerabt in München                                                                 | 82    |       |
| 20. Februar | Adolf Buchenberger                  | deutscher Nationalökonom und badischer Staatsmann                                          | 55    |       |
| 21. Februar | Louis Beushausen                    | deutscher Geologe und Paläontologe                                                         | 40    |       |
| 21. Februar | Gabriel Bouck                       | US-amerikanischer Politiker                                                                | 75    |       |
| 22. Februar | Benno von Massow                    | preußischer Soldat, zuletzt Generalleutnant                                                | 76    |       |
| 22. Februar | John Denniston Patton               | US-amerikanischer Politiker                                                                | 74    |       |
| 22. Februar | Hans Rothbart                       | deutscher Architekt                                                                        | 57    |       |
| 22. Februar | Leslie Stephen                      | englischer Kleriker, Schriftsteller und Bergsteiger                                        | 71    |       |
| 23. Februar | Ernst von Bertouch                  | dänisch-deutscher Beamter, Historiker und Publizist                                        | 82    |       |
| 23. Februar | Friederike Kempner                  | deutsche Dichterin                                                                         | 75    |       |
| 24. Februar | Henry Moses Pollard                 | US-amerikanischer Politiker                                                                | 67    |       |
| 24. Februar | Ernst von Prittwitz und Gaffron     | preußischer Generalleutnant                                                                | 71    |       |
| 24. Februar | Edward Sieveking                    | englischer Mediziner                                                                       | 87    |       |
| 28. Februar | Aristide Bergès                     | französischer Wasserbauingenieur und Unternehmer                                           | 70    |       |
| 28. Februar | Levegh                              | französischer Autorennfahrer                                                               | 33    |       |
| 29. Februar | Henri Joseph Perrotin               | französischer Astronom                                                                     | 58    |       |
| 29. Februar | Werner von Watzdorf                 | sächsischer Finanzminister                                                                 | 67    |       |

## März
| Tag      | Name                            | Beruf, bekannt als                                                                                        | Alter | Beleg |
| -------- | ------------------------------- | --- | ----- | ----- |
| 1. März  | James G. Blair                  | US-amerikanischer Politiker                                                                               | 79    |       |
| 1. März  | Georg Jäger                     | württembergischer Hauptmann und Dichter                                                                   | 77    |       |
| 1. März  | Georg Marx                      | deutscher Ingenieur                                                                                       |       |       |
| 1. März  | Pjotr Semjonowitsch Wannowski   | russischer Offizier und Staatsmann                                                                        | 81    |       |
| 2. März  | Nelson K. Hopkins               | US-amerikanischer Jurist und Politiker                                                                    | 88    |       |
| 2. März  | Joseph Radspieler               | Vergolder, Raumausstatter, Hoflieferant der bayerischen Könige, Kommunalpolitiker in München              | 84    |       |
| 2. März  | Moritz Rahmer                   | deutscher Rabbiner, Publizist und Redakteur                                                               | 66    |       |
| 2. März  | Gottlieb Schnapper-Arndt        | deutscher Privatgelehrter                                                                                 | 57    |       |
| 3. März  | Ferdinand Brucker               | US-amerikanischer Politiker                                                                               | 46    |       |
| 3. März  | Evan Thomas Jones               | britischer Schwimmer                                                                                      | 53    |       |
| 3. März  | Ernst Ezechiel Pfeiffer         | Ehrenbürger von Cannstatt, Stifter                                                                        | 72    |       |
| 4. März  | Romanus Braubach                | deutscher Jurist und Politiker, MdR                                                                       | 52    |       |
| 4. März  | Nathan Cole                     | US-amerikanischer Politiker                                                                               | 78    |       |
| 4. März  | Joseph William Trutch           | britischer Ingenieur, Politiker und Inhaber höchster politischer Ämter in British Columbia                | 78    |       |
| 5. März  | Melvin M. Boothman              | US-amerikanischer Politiker                                                                               | 57    |       |
| 5. März  | Eduard James Haniel             | Unternehmer der Montanindustrie                                                                           | 59    |       |
| 5. März  | John Lowther du Plat Taylor     | britischer Offizier und Gründer des Army Post Office Corps                                                |       |       |
| 5. März  | Alfred von Waldersee            | preußischer Generalfeldmarschall                                                                          | 71    |       |
| 6. März  | Katharina Abel                  | österreichische Balletttänzerin                                                                           | 48    |       |
| 6. März  | Hans Hermann Behr               | deutscher Mediziner, Botaniker und Entomologe                                                             | 85    |       |
| 6. März  | Rudolf Müller                   | böhmischer Historienmaler, Kunstschriftsteller sowie Zeichenlehrer                                        | 87    |       |
| 6. März  | Hermine Munsch                  | österreichische Malerin                                                                                   | 36    |       |
| 7. März  | Alexander Büchner               | deutscher Schriftsteller und Literaturhistoriker                                                          | 76    |       |
| 7. März  | Ferdinand André Fouqué          | französischer Geologe                                                                                     | 75    |       |
| 7. März  | Augustus Loftus                 | britischer Diplomat und Kolonialbeamter                                                                   | 86    |       |
| 7. März  | Theodor Thierfelder             | deutscher Mediziner                                                                                       | 79    |       |
| 8. März  | Adolfo Bullrich                 | argentinischer Unternehmer, Bürgermeister von Buenos Aires                                                | 70    |       |
| 8. März  | Bernhard Förster                | deutscher Bergbauingenieur und sächsischer Ministerialbeamter                                             | 63    |       |
| 8. März  | Jacob Romeis                    | US-amerikanischer Politiker                                                                               | 68    |       |
| 9. März  | Otto von Alberti                | königlich Württembergischer Geheimer Archivrat am Staatsarchiv Stuttgart                                  | 69    |       |
| 9. März  | Friedrich Bellingrodt           | deutscher Apotheker                                                                                       | 73    |       |
| 9. März  | Emma Hellenstainer              | Pionierin der Tiroler Gastronomie                                                                         | 85    |       |
| 9. März  | Erastus Dow Palmer              | US-amerikanischer Kameenschneider und Bildhauer                                                           | 86    |       |
| 10. März | George W. Croft                 | US-amerikanischer Politiker                                                                               | 57    |       |
| 11. März | Paul Heilmann-Ducommun          | Unternehmer und Erfinder                                                                                  | 71    |       |
| 11. März | Robert Seaman                   | US-amerikanischer Millionär und Industrieller                                                             |       |       |
| 12. März | Jakob Egger                     | Schweizer Pädagoge und Schulpolitiker                                                                     | 82    |       |
| 12. März | Elisabeth von Schönfeld         | österreichische Hofdame                                                                                   | 71    |       |
| 13. März | Joseph Bendix                   | deutscher Regierungs-Baumeister und Leutnant der Reserve                                                  | 29    |       |
| 13. März | Heinrich XIX. Reuß zu Köstritz  | preußischer Generalleutnant                                                                               | 55    |       |
| 13. März | Hugo von François               | Offizier der deutschen Schutztruppe in der ehemaligen Kolonie Deutsch-Südwestafrika, dem heutigen Namibia | 42    |       |
| 13. März | Ludovic Trarieux                | französischer Politiker und Gründer der Französischen Liga für Menschenrechte                             | 63    |       |
| 15. März | Mosè Bianchi                    | italienischer Maler                                                                                       | 63    |       |
| 15. März | Pius Keller                     | deutscher Augustinermönch                                                                                 | 78    |       |
| 16. März | Alois von Egger-Möllwald        | österreichischer Schuldirektor, Germanist und Politiker                                                   | 75    |       |
| 16. März | Gaetano Giorgio Gemmellaro      | italienischer Geologe und Paläontologe                                                                    | 72    |       |
| 16. März | Anton Guffanti                  | deutscher Gutsbesitzer, Kunstsammler und Stifter                                                          |       |       |
| 16. März | Wilhelm Joachim von Hammerstein | deutscher Politiker, MdR und Forstwirt                                                                    | 66    |       |
| 17. März | George, 2. Duke of Cambridge    | britischer Feldmarschall                                                                                  | 84    |       |
| 17. März | Louis Mary Fink                 | Bischof von Leavenworth                                                                                   | 69    |       |
| 17. März | Gideon C. Moody                 | US-amerikanischer Politiker (Republikanische Partei)                                                      | 71    |       |
| 18. März | Franziska von Fritsch           | deutsche Schriftstellerin                                                                                 | 76    |       |
| 19. März | Thomas Robert McInnes           | kanadischer Politiker, Vizegouverneur von British Columbia                                                | 63    |       |
| 19. März | Friedrich Paulick               | österreichischer Kunsttischler und Zeichner                                                               | 79    |       |
| 20. März | Abner Weyman Colgate            | US-amerikanischer Geschäftsmann                                                                           | 65    |       |
| 20. März | Oskar Krämer                    | deutscher Eisenwerkbesitzer und Politiker (NLP), MdR                                                      | 70    |       |
| 20. März | Charles Winston Thompson        | US-amerikanischer Politiker                                                                               | 43    |       |
| 21. März | William Russell Grace           | US-amerikanischer Politiker                                                                               | 71    |       |
| 22. März | Chapman Freeman                 | US-amerikanischer Politiker                                                                               | 71    |       |
| 22. März | Ludwig Hänselmann               | deutscher Historiker und erster Archivar der Stadt Braunschweig                                           | 70    |       |
| 22. März | James H. Jones                  | US-amerikanischer Politiker                                                                               | 73    |       |
| 22. März | Karl Moritz Schumann            | deutscher Botaniker                                                                                       | 52    |       |
| 23. März | Martin Schneider                | deutscher Jurist und Politiker, MdR                                                                       | 64    |       |
| 24. März | Julius Berend                   | deutscher Balletttänzer, Kinderdarsteller, Opernsänger und Theaterschauspieler                            | 83    |       |
| 24. März | Carl Alexander von Duhn         | deutscher Instanzrichter und Kommunalpolitiker                                                            | 88    |       |
| 24. März | Emma Herwegh                    | deutsche Revolutionärin und Vorkämpferin der Frauenrechtsbewegung                                         | 86    |       |
| 24. März | Josef Řebíček                   | tschechischer Violinist und Dirigent                                                                      | 60    |       |
| 24. März | Johann Friedrich Reik           | deutscher Maler und Zeichenlehrer                                                                         | 67    |       |
| 25. März | Conrad Justus Bredenkamp        | deutscher evangelischer Theologe und Hochschullehrer                                                      | 56    |       |
| 25. März | Heinrich Moritz Hauschild       | deutscher Verleger                                                                                        |       |       |
| 25. März | Sakkalin                        | König des Reiches Luang Phrabang                                                                          | 63    |       |
| 26. März | Ferdinand Pauwels               | belgischer Historienmaler                                                                                 | 73    |       |
| 26. März | Anton Poschacher                | österreichischer Steinmetz, Architekt, Industrieller                                                      | 62    |       |
| 27. März | Theodor Kettner                 | deutscher Versicherungsdirektor und Politiker (DP), MdR                                                   | 71    |       |
| 28. März | Bernhard Fiedler                | deutscher Maler                                                                                           | 87    |       |
| 28. März | Antoni Noguera i Balaguer       | mallorquinisch-spanischer Komponist, Pianist und Musikwissenschaftler                                     |       |       |
| 28. März | Karl Weysser                    | badischer Landschafts- und Architekturmaler                                                               | 70    |       |
| 29. März | Gustav Kröhnke                  | deutscher Ingenieur und Landvermesser                                                                     | 77    |       |
| 29. März | Carl Römer                      | deutscher Gutsbesitzer, hessischer Politiker (NLP)                                                        | 67    |       |
| 30. März | Friedrich von Medicus           | deutscher Politiker, Bürgermeister von Aschaffenburg                                                      | 56    |       |
| 30. März | Karl Zettel                     | deutscher Pädagoge und Dichter                                                                            | 72    |       |
| 31. März | Auguste Bernus                  | Schweizer evangelischer Geistlicher und Hochschullehrer                                                   | 59    |       |
| 31. März | Eugen von Poche-Lettmayer       | österreichischer Großgrundbesitzer und Politiker                                                          | 57    |       |